# Dario Damiani
Dario Damiani (Barletta, 21 giugno 1974) è un politico italiano.

## Biografia

### Dal Movimento Sociale ad Alleanza Nazionale
Nel 1992 si avvicina al Movimento Sociale Italiano-Destra Nazionale, partecipando attivamente alla campagna elettorale per le elezioni politiche di quell'anno. Aderisce fortemente al progetto di Alleanza Nazionale, iscrivendosi al partito di Gianfranco Fini e candidandosi per la prima volta al Consiglio Circoscrizionale di Borgovilla Tempio dove viene eletto alle elezioni comunali del 1994 e riconfermato nelle elezioni comunali del 1996. Nel 1995 sottoscrive le tesi di Fiuggi che sanciscono la nascita ufficiale di Alleanza Nazionale e partecipa sempre in quell'anno, in qualità di delegato regionale, all'ultimo congresso nazionale del Fronte della Gioventù, che vede la nascita di Azione Giovani.
Fortemente attivo su tutto il territorio provinciale ricopre più volte il ruolo di dirigente della federazione di Bari sia di Azione Giovani che di Alleanza Nazionale, interessandosi in particolare alle questioni riguardanti gli enti locali e della formazione politica dei giovani amministratori. Nel 2004 viene nominato coordinatore cittadino a Barletta di Alleanza Nazionale, ruolo che ricoprirà per un anno. Candidato al consiglio comunale di Barletta alle elezioni comunali del 1997 e del 2002, risulta il primo dei non eletti.

### Consigliere comunale e assessore provinciale
Eletto consigliere comunale di Barletta il 28 maggio 2006, diventa vice-presidente della III Commissione consiliare "Affari Finanziari" e componente della Commissione consiliare speciale sul "Porto". All'interno di Alleanza Nazionale ha ricoperto il ruolo di componente del coordinamento regionale sino al congresso fondativo del Popolo della Libertà.
Alle prime elezioni della Provincia di Barletta-Andria-Trani il 6 e 7 giugno 2009, candidato nel collegio V "Borgovilla Tempio", ottiene 1.344 voti. Il presidente eletto Francesco Ventola lo chiama a ricoprire il ruolo di assessore provinciale con delega alla programmazione economica-finanziaria e al patrimonio.
Alle elezioni amministrative del 2011 viene rieletto consigliere comunale è confermato vicepresidente della III Commissione consiliare "Affari finanziari", venendo poi riconfermato alle elezioni del 2013. Quell'anno, con la fine del Popolo della Libertà, aderisce a Forza Italia.

### Senatore della Repubblica
Alle elezioni politiche del 2018 si candida al Senato della Repubblica, tra le liste di Forza Italia nel collegio plurinominale Puglia - 01, risultando eletto senatore. Nella XVIII legislatura della Repubblica è stato componente e segretario della 5ª Commissione Bilancio, oltreché membro della Commissione parlamentare per il controllo sull'attività degli enti gestori di forme obbligatorie di previdenza e assistenza sociale.
Diventa poi vice-commissario del partito in Puglia.
Alle elezioni politiche anticipate del 2022 viene ricandidato al Senato in seconda posizione nel collegio plurinominale Puglia dietro a Licia Ronzulli ed eletto.
. Ha presentato come primo firmatario i DDL S. 1080 Modifica dell'articolo 415-bis del codice di procedura penale, in materia di avviso della conclusione delle indagini preliminari. S. 1154 Disposizioni per l'introduzione dell'insegnamento di educazione economica e finanziaria nelle scuole primarie e secondarie. S. 2302 Modifica alla legge 30 dicembre 2018, n. 145, in materia di accesso al Fondo indennizzo risparmiatori. S. 2454 Istituzione della Zona franca giovani.
È stato relatore sui DDL S. 1586 "Bilancio di previsione dello Stato per l'anno finanziario 2020 e bilancio pluriennale per il triennio 2020-2022". (Legge 27 dicembre 2019, n. 160; G.U. n. 304 del 30 dicembre 2019, Suppl. ord.) Relatore di minoranza all'Assemblea
S. 2505 "Conversione in legge del decreto-legge 27 gennaio 2022, n. 4, recante misure urgenti in materia di sostegno alle imprese e agli operatori economici, di lavoro, salute e servizi territoriali, connesse all'emergenza da COVID-19, nonché per il contenimento degli effetti degli aumenti dei prezzi nel settore elettrico". (Legge 28 marzo 2022, n. 25; G.U. n. 73 del 28 marzo 2022, Suppl. ord.) Relatore alla 5ª Commissione Bilancio Relatore all'Assemblea.